# Museo de la batalla de las Navas de Tolosa
El Museo de la batalla de las Navas de Tolosa es un museo situado en el término municipal de Santa Elena, Jaén, en el paraje conocido como Despeñaperros y fue inaugurado el 17 de julio de 2009 con una superficie de 597 m2. Está incluido en la Ruta de los Castillos y las Batallas. 
El museo, propiedad de la Diputación de Jaén, rememora la importante Batalla de las Navas de Tolosa, que tuvo lugar en 1212 junto a la localidad andaluza del mismo nombre, entre el ejército cristiano al mando de Alfonso VIII de Castilla y las tropas del Califa almohade Muhammad An-Nasir.

## Colección
Alberga recreaciones de los campamentos, indumentaria y armas de ambos bandos, cristianos y musulmanes. Acerca, del mismo modo, al contexto de la batalla, con una serie de pancartas sobre la historia que acontecía en ese periodo. Mesas táctiles informan sobre el desarrollo de la batalla y la definitiva victoria cristiana, que permitió a dichos ejércitos avanzar hacia el sur (la actual Andalucía) y recuperar nuevos terrenos. Una proyección promueve la paz entre los pueblos y el respeto por las culturas diferentes. Por último, hay una torre y un mirador en su cumbre, desde la que se puede observar Sierra Morena, el campo de batalla e incluso linces ibéricos en un centro de cría en cautividad.